# Брезје при Лочах
Брезје при Лочах (словен. Brezje pri Ločah) је насељено место у општини Словенске Коњице, Савињска регија, Словенија.

## Историја
До територијалне реорганизације у Словенији било је у саставу старе општине Словенске Коњице.

## Становништво
У попису становништва из 2011. године, Брезје при Лочах је имало 116 становника.
| Број становника према пописима | Број становника према пописима | Број становника према пописима |
| ------------------------------ | ------------------------------ | ------------------------------ |
| 1991                           | 2002                           | 2011                           |
| 88                             | 114                            | 116                            |

Напомена: До 1953. исказивано под именом Брезје.